# Metriacanthosaurus parkeri
Metriacanthosaurus parkeri es la única especie conocida del género extinto Metriacanthosaurus ("reptil moderadamente espinoso") de dinosaurio terópodo Metriacantosáurido, que vivió a finales del período Jurásico, hace aproximadamente 156 millones de años, en el Oxfordiense, en lo que hoy es Europa.

## Descripción
Metriacanthosaurus era un terópodo de tamaño mediano con una longitud de fémur de 80 centímetros. Gregory S. Paul en 1988 estimó su peso en 1 tonelada. Thomas Holtz estimó que alcanzaría una longitud de 8 metros. Metriacanthosaurus fue nombrado por la altura de sus espinas neurales, que en realidad no son demasiado altas para los terópodos. Son similares a otros terópodos como Megalosaurus, Sinraptor y Ceratosaurus en ser 1,5 veces la altura del centro.

## Descubrimiento e investigación

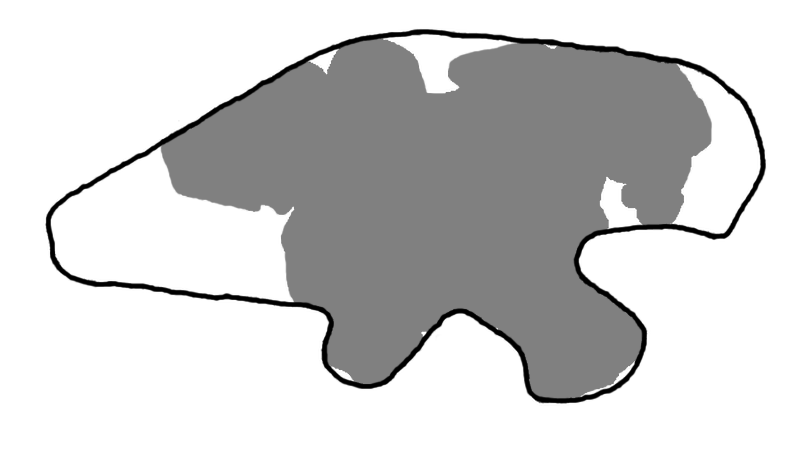
Gráfico de los restos conocidos en gris, del Hueso ilion.

En 1923, el paleontólogo alemán Friedrich von Huene escribió un artículo sobre dinosaurios carnívoros europeos jurásicos y cretáceo. En este trabajo, examinó un espécimen OUM J.12144 que incluye una cadera incompleta, un hueso de la pierna y parte de una columna vertebral, y lo asignó a una nueva especie de Megalosaurus, Megalosaurus parkeri. El nombre específico honra a W. Parker, quien en el siglo XIX había recogido los fósiles cerca del acantilado de Jordan en Weymouth. Estos huesos eran de la Formación Arcilla de Oxford, que data del Jurásico Superior. Sin embargo, en 1932, von Huene concluyó que era una especie de Altispinax, A. parkeri. [3]
En 1964, el científico Alick Walker decidió que estos fósiles eran demasiado diferentes de Altispinax, ya que carecían de las largas espinas vertebrales, y nombró al nuevo género Metriacanthosaurus. El nombre genérico se deriva del griego metrikos , "moderado" y akantha , "columna vertebral". Metriacanthosaurus recibe su nombre de sus vértebras, que son más altas que los carnosaurios típicos, como Allosaurus, pero más bajas que otros dinosaurios de espinas altas como Acrocanthosaurus.  Una segunda especie, llamada M. shangyanouensis es considerada hoy un ejemplar de Yangchuanosaurus shangyanouensis. Metriacanthosaurus fue considerado dentro de la familia Spinosauridae por su supuesta corta vela en el lomo, pero como es 30 millones de años más antiguo, pudiendo ser una forma basal. El descubrimiento del Yangchuanosaurus, en China en la misma época, que presenta una espina similar, pero pertenece a una familia completamente distinta, Metriacanthosauridae, ha llevado a replantear la clasificación incluyéndolo en este último clado.

## Clasificación
Originalmente nombrado como una especie de Megalosaurus en Megalosauridae, Metriacanthosaurus era más probable un miembro de Metriacanthosauridae, también llamada Sinraptoridae. Se cree que está relacionado con géneros como Yangchuanosaurus , y en 1988 Paul sinonimizó los dos géneros. Sin embargo, una revisión de 2007 de los dinosaurios británicos por Darren Naish y David Martill encontró que eran distintos. Metriacanthosaurus es un miembro de la subfamilia Metriacanthosaurinae, junto con Sinraptor y Siamraptor.

### Filogenia
A continuación se muestra un cladograma simplificado de Tetanurae de Matthew Carrano et al. de 2012.
|  | Yangchuanosaurus zigongensis                                                |
|  |                                                                             |
|  | \| \| CV 00214 \| \| \| \| \| \| Yangchuanosaurus shangyouensis \| \| \| \| |
|  |                                                                             |
|  | CV 00214                                                                    |
|  |                                                                             |
|  | Yangchuanosaurus shangyouensis                                              |
|  |                                                                             |

|  | CV 00214                       |
|  |                                |
|  | Yangchuanosaurus shangyouensis |
|  |                                |

|  | "Sinraptor" hepingensis                                           |
|  |                                                                   |
|  | \| \| Sinraptor dongi \| \| \| \| \| \| Siamotyrannus \| \| \| \| |
|  |                                                                   |
|  | Sinraptor dongi                                                   |
|  |                                                                   |
|  | Siamotyrannus                                                     |
|  |                                                                   |

|  | Sinraptor dongi |
|  |                 |
|  | Siamotyrannus   |
|  |                 |

|  | "Sinraptor" hepingensis                                           |
|  |                                                                   |
|  | \| \| Sinraptor dongi \| \| \| \| \| \| Siamotyrannus \| \| \| \| |
|  |                                                                   |
|  | Sinraptor dongi                                                   |
|  |                                                                   |
|  | Siamotyrannus                                                     |
|  |                                                                   |

|  | Sinraptor dongi |
|  |                 |
|  | Siamotyrannus   |
|  |                 |

|  | "Sinraptor" hepingensis                                           |
|  |                                                                   |
|  | \| \| Sinraptor dongi \| \| \| \| \| \| Siamotyrannus \| \| \| \| |
|  |                                                                   |
|  | Sinraptor dongi                                                   |
|  |                                                                   |
|  | Siamotyrannus                                                     |
|  |                                                                   |

|  | Sinraptor dongi |
|  |                 |
|  | Siamotyrannus   |
|  |                 |

|  | "Sinraptor" hepingensis                                           |
|  |                                                                   |
|  | \| \| Sinraptor dongi \| \| \| \| \| \| Siamotyrannus \| \| \| \| |
|  |                                                                   |
|  | Sinraptor dongi                                                   |
|  |                                                                   |
|  | Siamotyrannus                                                     |
|  |                                                                   |

|  | Sinraptor dongi |
|  |                 |
|  | Siamotyrannus   |
|  |                 |

|  | Yangchuanosaurus zigongensis                                                |
|  |                                                                             |
|  | \| \| CV 00214 \| \| \| \| \| \| Yangchuanosaurus shangyouensis \| \| \| \| |
|  |                                                                             |
|  | CV 00214                                                                    |
|  |                                                                             |
|  | Yangchuanosaurus shangyouensis                                              |
|  |                                                                             |

|  | CV 00214                       |
|  |                                |
|  | Yangchuanosaurus shangyouensis |
|  |                                |

|  | "Sinraptor" hepingensis                                           |
|  |                                                                   |
|  | \| \| Sinraptor dongi \| \| \| \| \| \| Siamotyrannus \| \| \| \| |
|  |                                                                   |
|  | Sinraptor dongi                                                   |
|  |                                                                   |
|  | Siamotyrannus                                                     |
|  |                                                                   |

|  | Sinraptor dongi |
|  |                 |
|  | Siamotyrannus   |
|  |                 |

|  | "Sinraptor" hepingensis                                           |
|  |                                                                   |
|  | \| \| Sinraptor dongi \| \| \| \| \| \| Siamotyrannus \| \| \| \| |
|  |                                                                   |
|  | Sinraptor dongi                                                   |
|  |                                                                   |
|  | Siamotyrannus                                                     |
|  |                                                                   |

|  | Sinraptor dongi |
|  |                 |
|  | Siamotyrannus   |
|  |                 |

|  | "Sinraptor" hepingensis                                           |
|  |                                                                   |
|  | \| \| Sinraptor dongi \| \| \| \| \| \| Siamotyrannus \| \| \| \| |
|  |                                                                   |
|  | Sinraptor dongi                                                   |
|  |                                                                   |
|  | Siamotyrannus                                                     |
|  |                                                                   |

|  | Sinraptor dongi |
|  |                 |
|  | Siamotyrannus   |
|  |                 |

|  | "Sinraptor" hepingensis                                           |
|  |                                                                   |
|  | \| \| Sinraptor dongi \| \| \| \| \| \| Siamotyrannus \| \| \| \| |
|  |                                                                   |
|  | Sinraptor dongi                                                   |
|  |                                                                   |
|  | Siamotyrannus                                                     |
|  |                                                                   |

|  | Sinraptor dongi |
|  |                 |
|  | Siamotyrannus   |
|  |                 |

## En la cultura popular
Aunque es muy poco conocido, su nombre aparece en uno de los tubos de ADN en la película de Jurassic Park, pese a que en la película no aparece ningún ejemplar del género. De acuerdo con Thomas R. Holtz, es probable que no se refiera al M. parkeri, sino al más conocido Yangchanosaurus shangyanouensis.